# Néstor Martínez
Néstor Nahúm Martínez Carrillos (La Ceiba, Atlántida, Honduras; 4 de mayo de 1992) es un futbolista hondureño. Juega de mediocampista y su equipo actual es el Social Sol de la Liga Nacional de Honduras.

## Trayectoria

### Olimpia
Se inició en las reservas del Club Deportivo Olimpia donde hizo las formativas. Debutó con el primer equipo de Olimpia el 28 de julio de 2011 en un juego por la Concacaf Liga Campeones en el Estadio TSM Corona ante el Club Santos Laguna, el cual terminó con un marcador de 3-1 a favor del Santos.

### Vida
En julio de 2012 fue cedido a préstamo por un año al Club Deportivo Vida, equipo con el cual demostró una regular participación.

### Regreso a Olimpia
En julio de 2013 regresó al Club Deportivo Olimpia donde se mantuvo hasta finales de 2015.

### Motagua
El 16 de enero de 2016 se confirmó su fichaje por el Motagua.

### Platense
En julio de 2016 firma su convenio con el Platense.

## Selección nacional
Con la selección nacional disputó la Copa Mundial de Fútbol Sub-17 de 2009 que se realizó en Nigeria.

### Participaciones en Copas del Mundo
| Copa                   | Sede    | Resultado      | PJ | Goles |
| ---------------------- | ------- | -------------- | -- | ----- |
| Mundial Sub-17 de 2009 | Nigeria | Fase de grupos | 3  | 0     |

## Estadísticas

### Clubes
| Equipo                                           | Div.                | Temporada           | Liga     | Liga  | Copa Nacional | Copa Nacional | Copa Internacional(1) | Copa Internacional(1) | Total    | Total |
| Equipo                                           | Div.                | Temporada           | Partidos | Goles | Partidos      | Goles         | Partidos              | Goles                 | Partidos | Goles |
| Olimpia Honduras                                 | 1.ª                 | 2010-11             | 1        | 0     | 0             | 0             | 0                     | 0                     | 1        | 0     |
| Olimpia Honduras                                 | 1.ª                 | 2011-12             | 16       | 1     | 0             | 0             | 2                     | 0                     | 18       | 1     |
| Olimpia Honduras                                 | Total               | Total               | 17       | 1     | 0             | 0             | 2                     | 0                     | 19       | 1     |
| Vida Honduras                                    | 1.ª                 | 2012-13             | 13       | 2     | 0             | 0             | 0                     | 0                     | 13       | 2     |
| Vida Honduras                                    | Total               | Total               | 13       | 2     | 0             | 0             | 0                     | 0                     | 13       | 2     |
| Olimpia Honduras                                 | 1.ª                 | 2013-14             | 3        | 0     | 0             | 0             | 0                     | 0                     | 3        | 0     |
| Olimpia Honduras                                 | 1.ª                 | 2014-15             | 5        | 1     | 0             | 0             | 0                     | 0                     | 5        | 1     |
| Olimpia Honduras                                 | 1.ª                 | 2015-16             | 6        | 0     | 0             | 0             | 1                     | 1                     | 7        | 1     |
| Olimpia Honduras                                 | Total               | Total               | 14       | 1     | 0             | 0             | 1                     | 1                     | 15       | 2     |
| Motagua Honduras                                 | 1.ª                 | 2015-16             | 5        | 0     | 0             | 0             | 0                     | 0                     | 5        | 0     |
| Motagua Honduras                                 | Total               | Total               | 5        | 0     | 0             | 0             | 0                     | 0                     | 5        | 0     |
| Platense Honduras                                | 1.ª                 | 2016-17             | 10       | 2     | 0             | 0             | 0                     | 0                     | 10       | 2     |
| Platense Honduras                                | Total               | Total               | 10       | 2     | 0             | 0             | 0                     | 0                     | 10       | 2     |
| Total en su carrera                              | Total en su carrera | Total en su carrera | 49       | 4     | 0             | 0             | 3                     | 1                     | 52       | 5     |
| (1) Incluye datos de la Concacaf Liga Campeones. |                     |                     |          |       |               |               |                       |                       |          |       |

## Palmarés

### Campeonatos nacionales
| Título               | Club    | País     | Año  |
| -------------------- | ------- | -------- | ---- |
| Apertura 2011        | Olimpia | Honduras | 2011 |
| Clausura 2012        | Olimpia | Honduras | 2012 |
| Clausura 2014        | Olimpia | Honduras | 2014 |
| Supercopa (Clausura) | Olimpia | Honduras | 2014 |
| Copa de Honduras     | Olimpia | Honduras | 2015 |
| Clausura 2015        | Olimpia | Honduras | 2015 |